# X Fórum de Governança da Internet

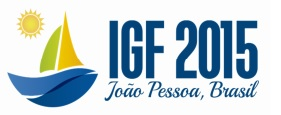
Logomarca do IGF 15 em João Pessoa.

Bandeira da Organização das Nações Unidas.

O X Fórum de Governança da Internet, também conhecida como IGF X e IGF 2015, foi o décimo Fórum de Governança da Internet, organizada pelas Nações Unidas e realizada de 10 a 13 de Novembro de 2015 na cidade Brasileira de João Pessoa, no estado da Paraíba. Seu objetivo foi debater sobre o tema Evolução da Governança da Internet: Capacitação do Desenvolvimento Sustentável, se concentrando em uma série de sub-temas, incluindo Cibersegurança e Confiança; Economia da Internet; Inclusão e Diversidade; Abertura; Melhorar a cooperação multistakeholder; Internet e Direitos Humanos; Recursos críticos da Internet e problemas emergentes.

## Conferência

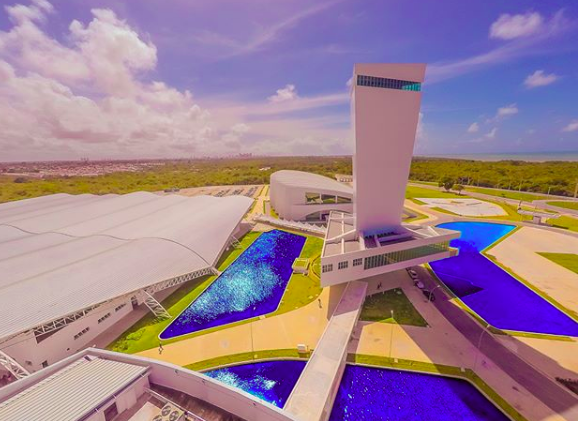
Centro de Convenções Poeta Ronaldo Cunha Lima, lugar onde foi realizada a conferência da ONU.

A capital da Paraíba, João Pessoa, sediou no Centro de Convenções Poeta Ronaldo Cunha Lima, entre os dias 10 e 13 de novembro um dos maiores encontros globais de Internet. A décima reunião anual do Fórum de Governança da Internet da ONU (IGF), promovido pelo secretário-geral da ONU e acolhido pelo Governo do Brasil, teve como tema  “Evolução da Governança da Internet: empoderando o desenvolvimento sustentável”. Abordou pautas como: Cibersegurança e confiança; Economia da Internet; Inclusão e diversidade; Abertura de acesso; Reforçando a cooperação multissetorial; Internet e os Direitos Humanos; Recursos críticos da Internet; e questões emergentes. 
O Fórum de Governança da Internet (IGF) é um fórum multissetorial, democrático e transparente que promove debates sobre questões de políticas públicas relativas a elementos importantes da governança da Internet. O IGF fornece uma plataforma facilitadora para discussões entre todos os setores envolvidos na governança da Internet, incluindo as entidades credenciadas pela Cúpula Mundial sobre a Sociedade da Informação (CMSI), bem como outras instituições e indivíduos com especialidade comprovada e experiência em assuntos relacionados à governança da Internet.

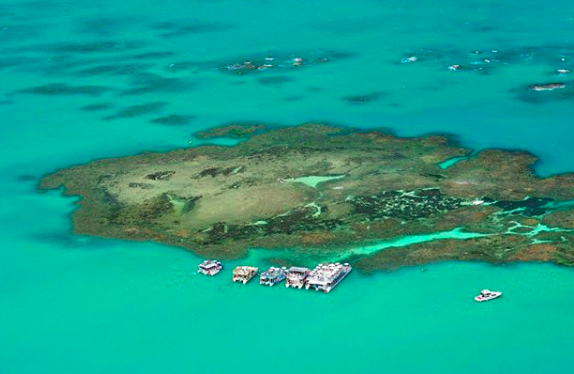
Vista das Piscinas naturais do Seixas localizado na cidade-sede do IGF 15 João Pessoa, na Paraíba

Uma série de atividades paralelas ocorreu durante as sessões do IGF, incluindo mais de cem workshops e outros eventos interativos, organizados por partes interessadas em facilitar os debates entre os participantes de todo o mundo. O Fórum de Governança da Internet (IGF) é convocado pelo secretário-geral das Nações Unidas em resposta a um mandato estabelecido pela Cúpula Mundial sobre a Sociedade da Informação (CMSI, ou em inglês WSIS). Tornou-se o principal fórum global multilateral sobre questões de políticas públicas relacionadas à governança da Internet, desde a sua primeira reunião em 2006. O IGF fornece uma plataforma de diálogo e intercâmbio de pontos de vista multissetorial, imparcial e independente, e de compartilhamento de conhecimentos e melhores práticas sobre políticas relativas à Internet. É um fórum aberto a todas as pessoas com interesse em questões de governança da Internet. O IGF tem procurado continuamente facilitar a participação dos países em desenvolvimento no debate sobre governança da Internet. Em última análise, o envolvimento de todas as partes interessadas, tanto dos países desenvolvidos quanto em desenvolvimento, é necessário para o desenvolvimento futuro da Internet.
Fazendo eco ao tema, e inspirada nos Objetivos de Desenvolvimento Sustentável (ODS), a Organização da ONU para a Educação, a Ciência e a Cultura (UNESCO) apresentou seu estudo sobre Internet denominado “Chaves para promover sociedades de conhecimento inclusivas”, no Fórum Aberto da UNESCO no IGF.

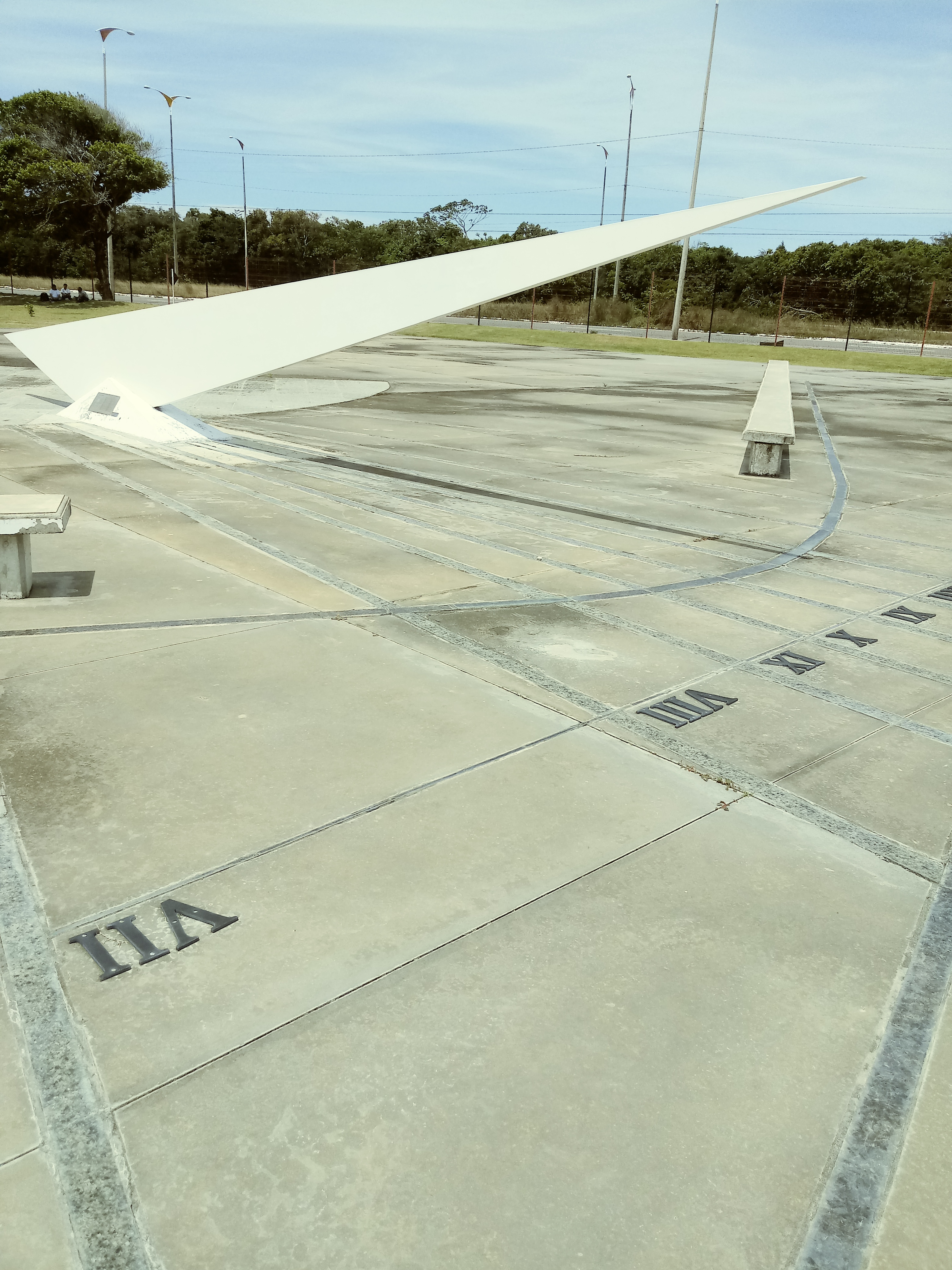
Relógio do sol do Centro de Convenções Poeta Ronaldo Cunha Lima em João Pessoa.

No evento, a agência da ONU também lançou seis novas publicações de sua série sobre liberdade na Internet, promovendo o debate sobre o tema por meio de três oficinas envolvendo o equilíbrio entre transparência e privacidade, a mitigação da incitação ao ódio nas redes e a radicalização da juventude. A delegação da UNESCO participou de outros 20 momentos no IGF 2015, incluindo eventos de alto nível, sessões principais e oficinas.
A UNESCO defendeu em um evento de alto nível o conceito de “Universalidade da Internet” e seus princípios, abreviados nas iniciais R.O.A.M. (por seu acrônimo em inglês): *(i) baseada em Direitos Humanos (“Human-Rights-based”) 
- (ii) aberta (“Open”),
- (iii) acessível a todos (“Accessible to all”),
- (iv) alimentada pela participação de múltiplas partes interessadas (“Multi-stakeholder participation”).

Reconhecido como um claro referente potencial sobre temas relacionados com a Internet que hoje são uma prioridade para a UNESCO, este conceito foi apresentado como uma opção para sua aprovação formal por parte dos Estados-membros presentes durante a 38ª Conferência Geral da Organização que aconteceu no mesmo mês em Paris.
Para a UNESCO esta ocasião também serviu para lançar sua nova publicação “Chaves para promover sociedades de conhecimento inclusivas”, assim como seis novas publicações da sua Série sobre a liberdade na Internet.
- 1. Liberdade de conexão para liberdade de expressão;
- 2. Pesquisa mundial sobre a privacidade na Internet,
- 3. liberdade on-line: o papel dos intermediários da Internet;
- 4. A construção da segurança digital no jornalismo;
- 5. A luta contra a incitação ao ódio on-line;
- 6. Princípios para governar a Internet.

Ao destacar a participação de múltiplas partes interessadas como um dos seus princípios para construir sociedades do conhecimento, a UNESCO considera o caráter multissetorial da IGF como o fator principal que permitiu o debate aberto em um âmbito de cooperação. A UNESCO convidou a todos os participantes dos diferentes setores a contribuir com sugestões e participar nas discussões do seu Foro Aberto e nos workshops que estará convocando no marco da 10ª IGF.

## Participantes
Cerca de seis mil pessoas, incluindo funcionários governamentais de alto nível, líderes da sociedade civil e especialistas em políticas da Internet, se reuniram – presencialmente e online – durante a 10ª Reunião Anual do Fórum de Governança da Internet da ONU (IGF), em João Pessoa (Paraíba), entre os dias 10 a 13 de novembro para discutir temas urgentes e desafios emergentes como cibersegurança, direitos humanos online e como as tecnologias podem trabalhar em prol do desenvolvimento sustentável e o papel central da Internet na implementação bem-sucedida da Agenda 2030 para o Desenvolvimento Sustentável.
O décimo IGF vem em um momento crítico, em meio à recente adoção da nova agenda de desenvolvimento sustentável, que destaca a importância das Tecnologias de Informação e Comunicação (TIC) e da Internet nas atividades de desenvolvimento. A nova agenda define uma meta ambiciosa para “aumentar significativamente o acesso à tecnologia da informação e comunicação” e no esforço para “fornecer acesso universal e barato à Internet nos países menos desenvolvidos até 2020”

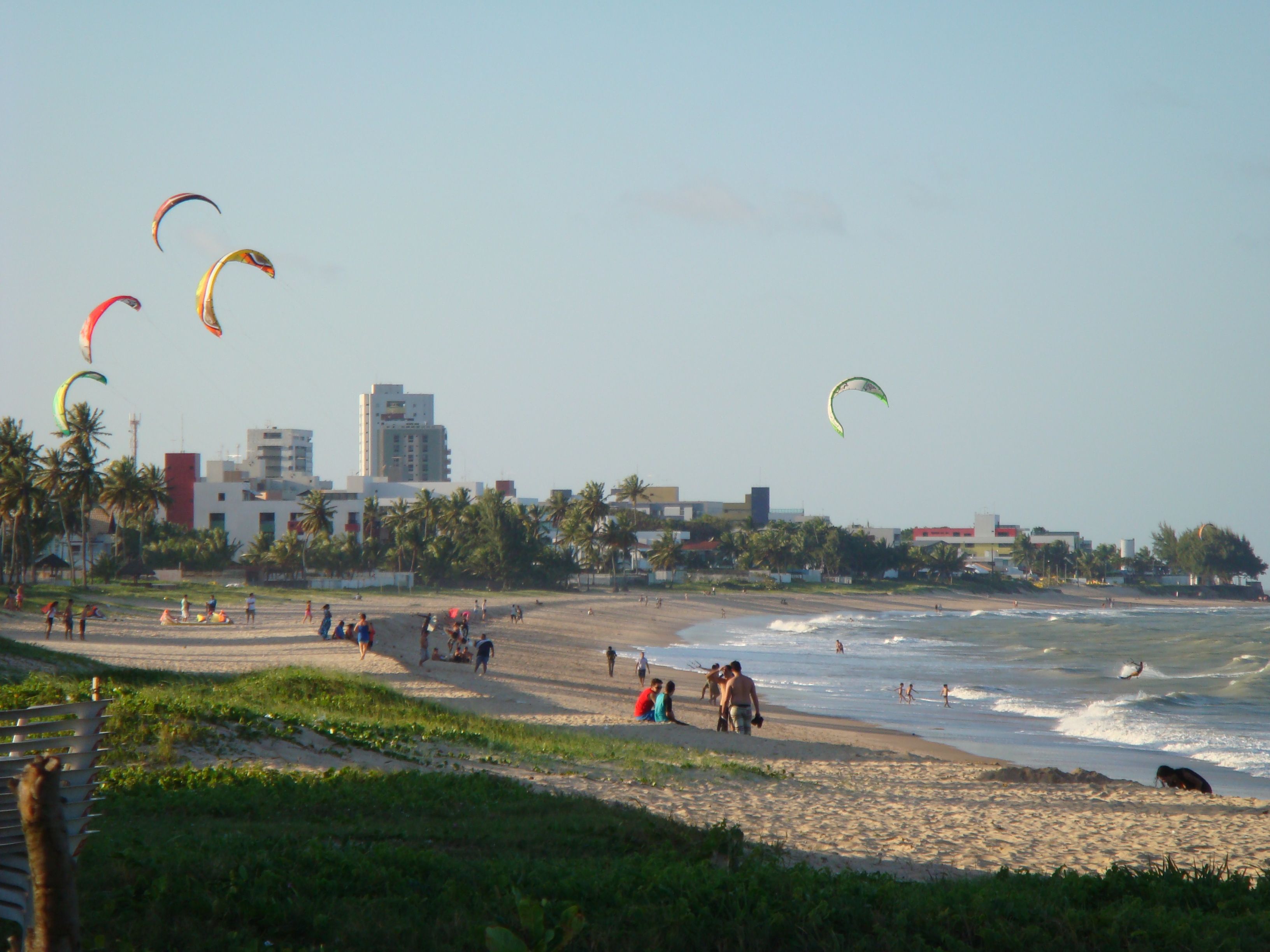
Vista da cidade-sede do IGF 15 João Pessoa, na Paraíba.

Participaram do encontro o secretário-geral assistente da ONU para o Desenvolvimento Econômico, Lenni Montiel, que representa o secretário-geral das Nações Unidas, Ban Ki-moon. O evento reuniu pessoas vindas de 130 países, que discutiram a gestão da Internet no mundo, além do secretário-geral da ONU, Ban Ki-moon; além de diretores mundiais de grandes empresas como o Google, a Sisco e Microsoft.

## Estrutura
Foi a primeira vez em que um evento desse porte foi sediado na região Nordeste. A cidade de João Pessoa se tornou a "Capital Mundial da Internet" durante a conferência Internacional. Pela segunda vez o Brasil sediou o fórum por ser um país de ponta na internet e a cidade de João Pessoa foi escolhida por ter um Centro de Convenções de alto nível, que já realiza grandes eventos como a Robocup. Além disso, a cidade possui estrutura para eventos de grandes portes, com variedades de hotéis, restaurantes, praias belíssimas, ajudando o ápice do turismo local e estadual.